# Копривна (Сански Мост)
Копривна је насељено мјесто у Босни и Херцеговини, у општини Сански Мост, које административно припада Федерацији Босне и Херцеговине. Према попису становништва из 1991. у насељу је живјело 698 становника. Дејтонским споразумом насеље је припало Федерацији Босне и Херцеговине, али је 1997. године Споразумом о прилагођавању међуентитетске линије разграничења највећи дио Копривне ушао у састав Републике Српске, а мањи дио је остао у саставу Федерације БиХ и општине Сански Мост.